# Нефтехимия
Понятие нефтехимии охватывает несколько взаимосвязанных значений:
- раздел химии, изучающий механизм превращений углеводородов нефти и природного газа в полезные продукты и сырьевые материалы;
- раздел химической технологии (второе название — нефтехимический синтез), описывающий технологические процессы, применяемые в промышленности при переработке нефти и природного газа — ректификация, крекинг, риформинг, алкилирование, изомеризация, коксование, пиролиз, дегидрирование (в том числе окислительное), гидрирование, гидратация, аммонолиз, окисление, нитрование и др.;
- отрасль химической промышленности, включающая производства, общей чертой которых является глубокая химическая переработка углеводородного сырья (фракций нефти, природного и попутного газа).

Задачи:
- Выявление закономерностей формирования компонентного состава нефти и структуры нефтяных дисперсных систем.
- Создание научных основ нетрадиционных методов увеличения нефтеотдачи: физико-химического регулирования фильтрационных потоков, ограничения водопритока, микробиологического воздействия на пласт.
- Изучение механизмов структурообразования и реологии нефтяных дисперсных систем в процессах добычи, транспорта и переработки углеводородного сырья.
- Физико-химические основы создания новых материалов и технологий их применения для решения экологических проблем нефтехимии и нефтепереработки.
- Разработка геоинформационных систем по геологии и химии нефти и технологий для решения проблем окружающей среды и устойчивого развития региона. Анализ и экологическая оценка технологий получения и применения химических продуктов.

## Важнейшие продукты нефтехимии
- этилен, пропилен, бутилены;
- спирты, в том числе высшие жирные (ВЖС);
- карбоновые кислоты, в том числе синтетические жирные (СЖК);
- кетоны: ацетон, метилэтилкетон (МЭК);
- эфиры, в том числе МТБЭ;
- бензол: толуол, этилбензол, стирол, кумол;
- фенолы, нитробензолы;
- галогенпроизводные углеводородов,
- синтетический каучук, латексы;
- шины, РТИ;
- технический углерод

## Характеристика
Бурное развитие нефтехимия начала в 1930-х годах. Динамику развития можно оценить по объёму мирового производства (в млн тонн): 1950 — 3, 1960 — 11, 1970 — 40, 1980—100. В 1990-е годы нефтехимические продукты составляли более половины мирового объёма производства органических веществ и более одной трети продукции всей химической промышленности.
Основными тенденциями развития являются: повышение единичной мощности установок до оптимальных (с позиций себестоимости продукции), повышение селективности для экономии сырья, снижение энергоёмкости и замыкание потоков энергии путём рекуперации, вовлечение в переработку новых видов сырья (в том числе тяжёлых остатков, а также побочных продуктов других процессов).
По объёму производства нефтехимической продукции Россия занимает 19-е место в мире (1 % мирового объёма), по объёму на душу населения — 11-е место.